# Eduardo Assam
Eduardo Assam Rabay (ur. 19 lipca 1919 w Meksyku, zm. 21 stycznia 1997 tamże) – meksykański zapaśnik walczący w stylu wolnym. Dwukrotny olimpijczyk, odpadł w eliminacjach w Londynie 1948 i Helsinkach 1952. Walczył w kategorii do 79 kg.
Brązowy medalista igrzysk panamerykańskich w 1951 i 1955. Czterokrotny medalista igrzysk Ameryki Środkowej i Karaibów w latach 1946 - 1959 roku.

## Letnie Igrzyska Olimpijskie 1948
| Konkurencja              | Walki               | Walki                  | Klas. końcowa |
| Konkurencja              | Pierwsza runda      | Druga runda            | Miejsce       |
| ------------------------ | ------------------- | ---------------------- | ------------- |
| styl wolny, waga średnia | Eddie Bowey (GBR) P | Paavo Sepponen (FIN) P | druga runda   |

## Letnie Igrzyska Olimpijskie 1952
| Konkurencja              | Walki                | Walki                | Klas. końcowa |
| Konkurencja              | Pierwsza runda       | Druga runda          | Miejsce       |
| ------------------------ | -------------------- | -------------------- | ------------- |
| styl wolny, waga średnia | Gustav Gocke (GER) P | Haydar Zafer (TUR) P | druga runda   |